# Centro para la edición electrónica abierta
El Centro para la edición electrónica abierta (acrónimo Cléo) es una unidad mixta de servicios del CNRS, de la Universidad de Aix-Marsella, de la EHESS y de la Universidad de Aviñón. Inscribe su acción en el marco de la Biblioteca Científica Digital (Bibliothèque scientifique numérique, BSN), iniciativa del Ministerio de Enseñanza Superior e Investigación francés.

## OpenEdition
Desarrolla el portal de ciencias humanas y sociales OpenEdition, que reagrupa a cuatro plataformas:
- OpenEdition Books: Plataforma de libros de ciencias humanas y sociales, de los que más de la mitad están en acceso abierto.
- OpenEdition Journals: Llamada en un principio Revues.org, se renombró como OpenEdition Journals en diciembre de 2017. Es una plataforma de revistas de investigación.[2]
- Calenda: Calendario científico.
- Hypothèses: Plataforma de carnés de investigaciones (blogs científicos). Ofrece formaciones a la edición electrónica y al blogging científico. Organiza una universidad de estado de la edición electrónica abierta ambos años. Está implantado en París, Marsella y Lisboa.